# Sanctuaire de Caravaggio
Le Sanctuaire de Caravaggio (en italien : Santuario di Santa Maria del Fonte presso Caravaggio) est situé dans la ville de Caravaggio (Italie), dans la région de Lombardie en Italie.
La création du sanctuaire est liée à une apparition de la vierge Marie en 1432 sous les yeux de Jeannette de' Vacchi.
Pour confirmer son apparition, la Madone laisse l'empreinte de ses pieds à l'endroit où elle a touché le sol et juste là, une source jaillit aussitôt.

## Le lieu
Le principal bâtiment du sanctuaire est la basilique de Notre-Dame de Caravaggio qui se dresse au centre d'une vaste esplanade entourée sur les quatre côtés de portiques symétriques qui s'étendent, avec 200 arches, sur près de 800 mètres. Sur la place devant l'avenue reliant le centre-ville se trouve un grand obélisque en marbre avec des chérubins en bronze, œuvre de Rustico Soliveri, qui, à travers ses inscriptions, rappelle les différents miracles attribués par la tradition catholique à la Madone de Caravaggio. Juste au-delà de l'obélisque se trouve une grande fontaine dont l'eau passe sous la cathédrale, recueille celle de la source sacrée et se jette dans la place arrière, où elle est collectée dans un bassin à la disposition des malades pour y immerger les membres malades.
Une triple avenue bordée d'arbres longue d'environ 2 km, achevée en 1709, relie le Sanctuaire au centre-ville ; au bout de l'avenue, à l'entrée du centre historique, se trouve l'arc de triomphe de Porta Nuova, qui abrite dans les combles un groupe en marbre de l'Apparition et qui a été érigé en 1709 à l'occasion du couronnement solennel de la Vierge.
À l'extérieur, le bâtiment ne fait pas face à l'avenue reliant la ville, construite plus tard, mais, conformément aux lois liturgiques, il est disposé de manière que le célébrant soit orienté vers l'est. Extérieurement, l'architecture se caractérise par le gris du plâtre et le rouge des briques. C'est l'esthétique acquise après les restaurations des années 1970 qui ont éliminé, non sans polémique, le « jaune Milan » qui enduit les murs.
À l'intérieur, la basilique que comporte une seule nef, avec un plan caractéristique en croix latine, et se caractérise par un style classique, avec des piliers à chapiteaux ioniques.
La basilique est divisée en deux corps distincts : celui de l'ouest, plus grand, abrite de chaque côté quatre chapelles richement décorées, les tribunes du chœur et l'entrée principale ; celle de l'est, plus petite, permet de descendre jusqu'à la crypte. Les deux parties sont séparées par le majestueux maître-autel.
La décoration de la basilique est l'œuvre des peintres de Caravaggio, Giovanni Moriggia et Luigi Cavenaghi.
L'intérieur est complété par le grandiose orgue Serassi de 1837.
En correspondance avec la coupole centrale, se trouve le maître-autel, certainement l'élément le plus riche et le plus somptueux parmi les ensembles monumentaux du sanctuaire. Il s'agit d'une structure ronde en marbre, caractérisée par des colonnes alternées avec des statues qui soutiennent un trône élancé vers le dôme ; cette dernière se termine par une gloire d'anges coiffés d'une couronne d'étoiles. Le projet original de l'autel est de l'architecte Filippo Juvarra, qui s'est inspiré des études de Michel-Ange pour l'autel de la Confession de la Basilique Vaticane ; le complexe a été construit entre 1735 et 1750 par l'ingénieur milanais Carlo Giuseppe Merlo, avec la collaboration des sculpteurs Nava et Mellone.
La partie du Sanctuaire la plus riche en œuvres d'art est la sacristie, ancienne chapelle noble de la famille Secco ; sur sa voûte se dressent de magnifiques fresques de Camillo Procaccini illustrant des épisodes de la vie de Marie. Les cymatiums des armoires élaborées accueillent une foule de chérubins ailés, œuvre de Giacomo Carminati, originaire de Caravaggio.
Au-dessous du maître-autel se trouve le Sacro Speco, qui abrite le groupe statuaire en bois qui reconstitue la scène de l'Apparition. L'œuvre, du sculpteur Leopoldo Moroder, a été inaugurée en 1932, à l'occasion des célébrations du cinquième centenaire de l'Apparition. Le cardinal Schuster, légat papal, a personnellement célébré le couronnement de la statue, accessible directement depuis le bras oriental de la nef principale.
Sous le Speco se trouve la source sacrée souterraine, accessible depuis l'extérieur du temple, où se trouve une fontaine d'où l'on peut puiser l'eau. Selon la tradition, c'est l'endroit exact où la jeune Jeannette de' Vacchi fut témoin de la première apparition de la Madone qui, comme preuve de son origine divine, fit couler une source d'eau du sol.
L'accès souterrain à la Source Sacrée est constitué d'un long couloir d'une trentaine de mètres, qui traverse la cathédrale de part en part et a été recouvert de mosaïques par le peintre Mario Busini dans les années 1950 . Le couloir apparaît divisé en cinq cellules successives ; dans la première, trois niches créées à l'intérieur des murs abritent une Madone en marbre, la guillotine et le verrou brisé, en souvenir des différents miracles attribués à la Vierge de Fonte.
À la base de la Madone se trouve une épigraphe gothique, l'un des documents les plus importants datant de l'époque de l'Apparition ; le texte est composé de six hexamètres latins et se lit comme suit :

« La terre de Caravaggio a été récemment rendue vraiment heureuse, parce que la Sainte Vierge lui est apparue en 1432 au coucher du soleil, le sixième jour avant les calendes de juin ; mais Jeannette est beaucoup plus heureuse que toute autre personne, car elle a mérité de voir la grande Mère du Seigneur. »

Le Sanctuaire du Caravage, en plus d'agir comme un important lieu de prière, héberge aujourd'hui :
- Un centre d'accueil des pèlerins et des malades ;
- Un centre de conseil matrimonial et familial ;
- Un centre de spiritualité.

Les bâtiments qui abritent ces activités ont été rénovés à la fin du XXe siècle par les architectes de Caravaggio, Paolo et Salvatore Ziglioli ; l'auditorium abrite de précieux vitraux du peintre de Caravaggio Giorgio Versetti. La chapelle du centre de spiritualité, inaugurée par le pape Jean-Paul II lors de son séjour au sanctuaire en 1992, abrite des sculptures de Mario Toffetti.

## Historique
En 1432, le vicaire de l'évêque de Crémone, Bonincontro de' Secchi, avait posé la première pierre pour l'érection d'une chapelle sur le lieu de l'apparition, le champ de Mezzolengo ; pour accueillir les nombreux malades qui partaient en pèlerinage sur le lieu de l'apparition, un petit hôpital fut également construit à côté de la chapelle.
Les chroniques de 1516 décrivent déjà la chapelle comme une « église vraiment distinguée, avec des bâtiments, des ornements et des peintures vénérables », comme le dit le privilège accordé cette année-là par le pape Léon. Déjà dangereuse au milieu du siècle, l'église fut ruinée puis reconstruite.
La construction de l'actuel temple marial, fortement souhaitée par l'archevêque Charles Borromée, commença en 1575 selon un projet de l'architecte Pellegrino Tibaldi (dit Pellegrini ) ; alternant des phases de développement à de longs intervalles, les travaux de construction se poursuivirent jusqu'aux premières décennies du XVIIIe siècle, avec de nombreuses modifications, quoique mineures, par rapport au projet original de Pellegrini.

## Dimensions

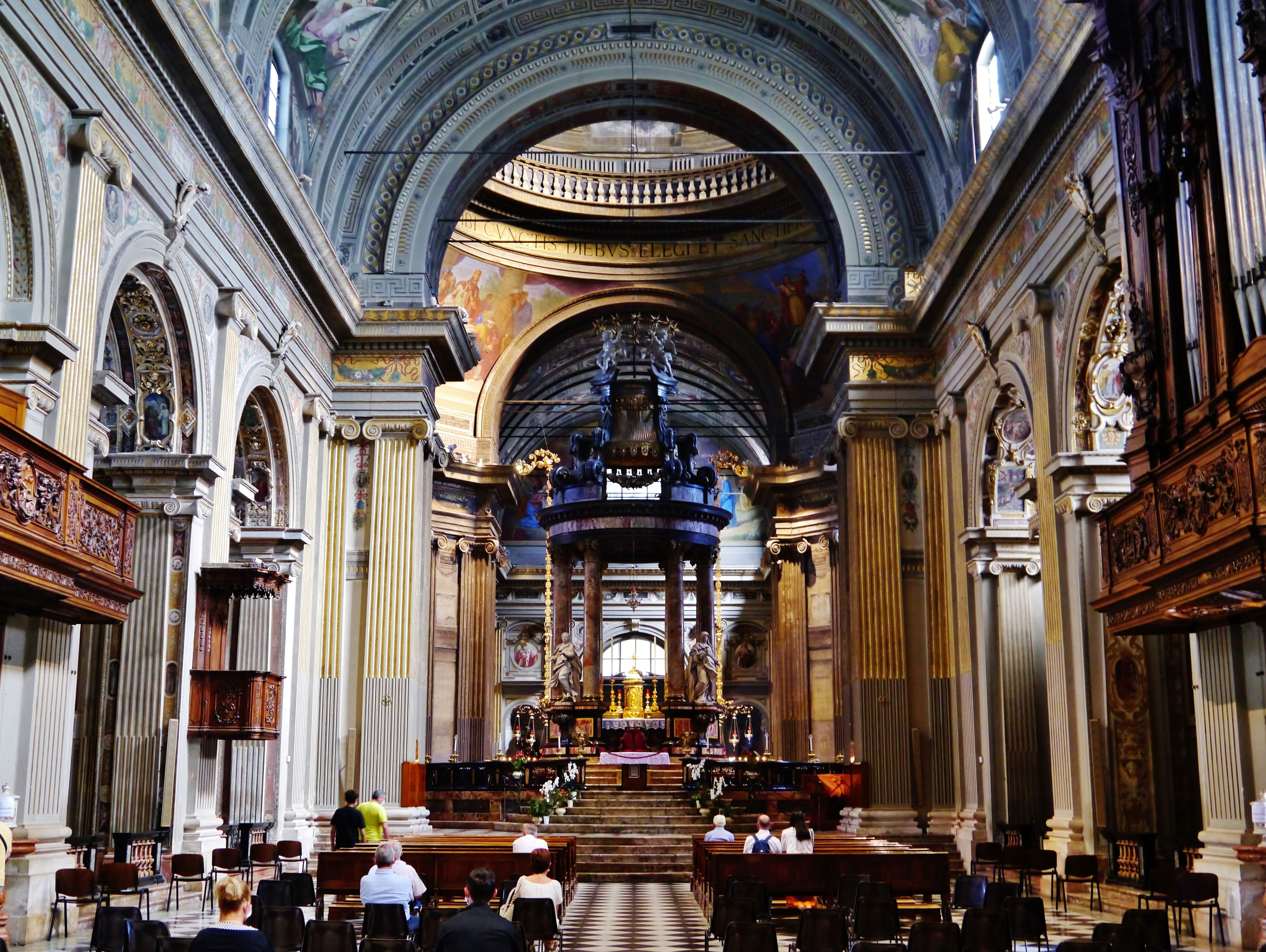
Intérieur de la basilique.

Les dimensions de la basilique sont les suivantes :
- hauteur de la nef : 22 m ;
- longueur maximale : 93 m ;
- hauteur maximale : 64 m
- largeur maximale : 33 m.